# Alouette III
Alouette III er en let alsidig enkeltmotors helikopter originalt fremstillet af Sud Aviation (senere Aérospatiale, nu Eurocopter). Den er mest blevet brugt til militære formål, selvom der også er lavet civile udgaver, bl.a. til redningsopgaver i bjerge. Den første Alouette III fløj i 1959 og indtrådte i tjeneste i det franske miltær i 1960.
Søværnets Flyvetjeneste fik i 1962 de første 5 Alouette III og senere i 1968 yderligere 3 mere. De primære opgaver for de danske Alouette III har været søopmåling, fiskeriinspektion, transport af både gods og personel, samt eftersøgnings- og redningstjeneste. Også smuglerjagt blev det til i ét tilfælde (i Nyhavn 5. nov. '69), men største enkeltpræstation må nok være, da en enkelt Alouette III i løbet af en 13 timers aktion i hæsligt vejr reddede 26 passagerer fra et flystyrt på Myggenæs på Færøerne.
I 1977 begyndte tiden at rinde ud for Alouette III, idet Søværnet besluttede at købe Westland Lynx som afløsning. Tre år senere i 1980 udgik de første to helikoptere af tjeneste og den 1. december 1982 blev den sidste flyvning med typen foretaget i dansk regi.

## Tekniske data
- Motor: Turbomeca Artouste IIIB (870 HK)
- Rotordiameter: 11,00 meter
- Længde: 10,09 meter
- Højde: 2,95 m
- Egenvægt: 1.060 kg
- Totalvægt: 2.100 kg
- Topfart: 220 km/t
- Marchhastighed: 190 km/t
- Rækkevidde: 550 km
- Max. operationshøjde: 4.000 m.o.h.

## Billedgalleri
- Alouette III i den franske flådes udgave. De danske var forsynet med pontoner og var i aluminiumsgrå bemaling
- Dansk Alouette III ved landing på inspektionsskib af Hvidbjørnen-klassen (1962-1982)
Foto: K. O. Petersen/Marinens Biblioteks Arkiv
- F340 Inspektionsskibet Beskytterens Alouette III på skibets helikopterdæk under sejlads i grønlandske farvande, april 1977.
- Helikopteren inde i hangaren på Inspektionsskibet Beskytteren. To af rotorbladene er foldet bagud af hensyn til hangarens begrænsede bredde, juni 1977.